# Kimono

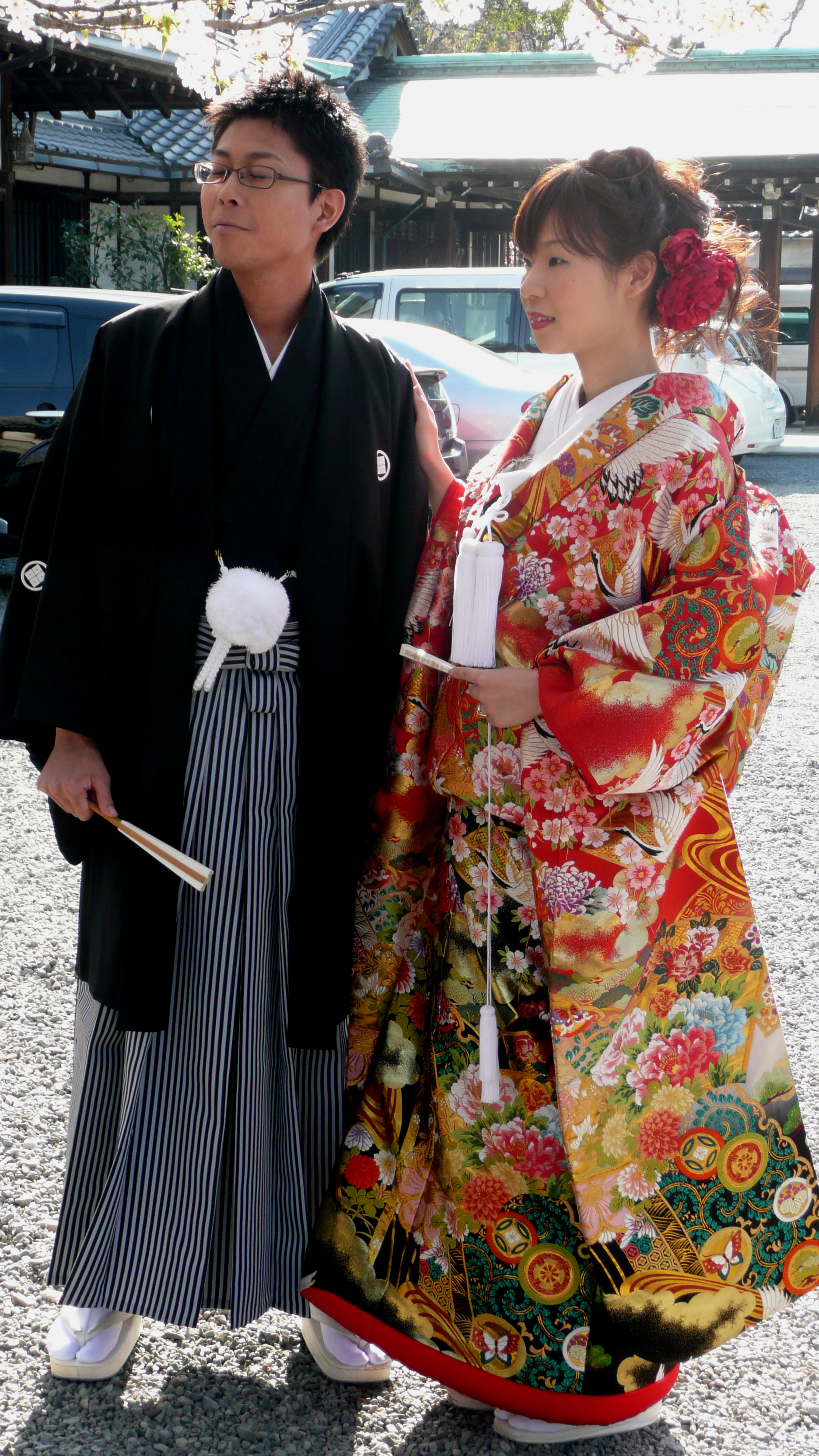
Uroczyste stroje formalne: mężczyzna ubrany w hakama i haori, kobieta – w uchikake

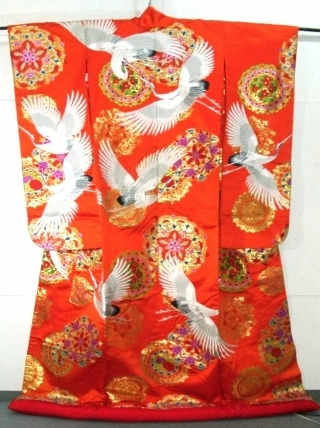
Uchikake, szata ślubna panny młodej zakładana na kimono, dawniej rodzaj szaty ceremonialnej

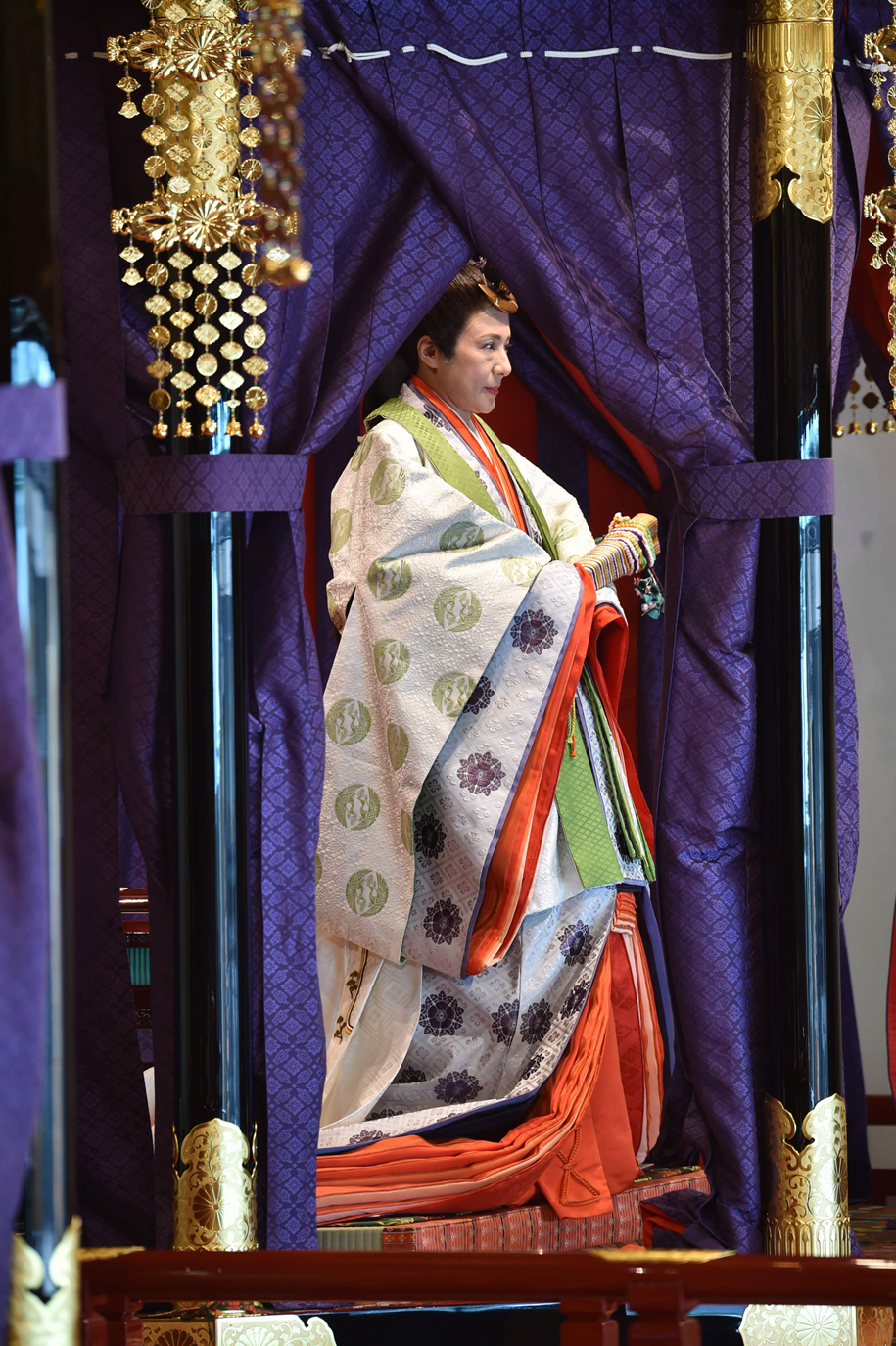
Cesarzowa Masako w jūni-hitoe (ceremonia intronizacji cesarza Naruhito, 22 października 2019 r.)

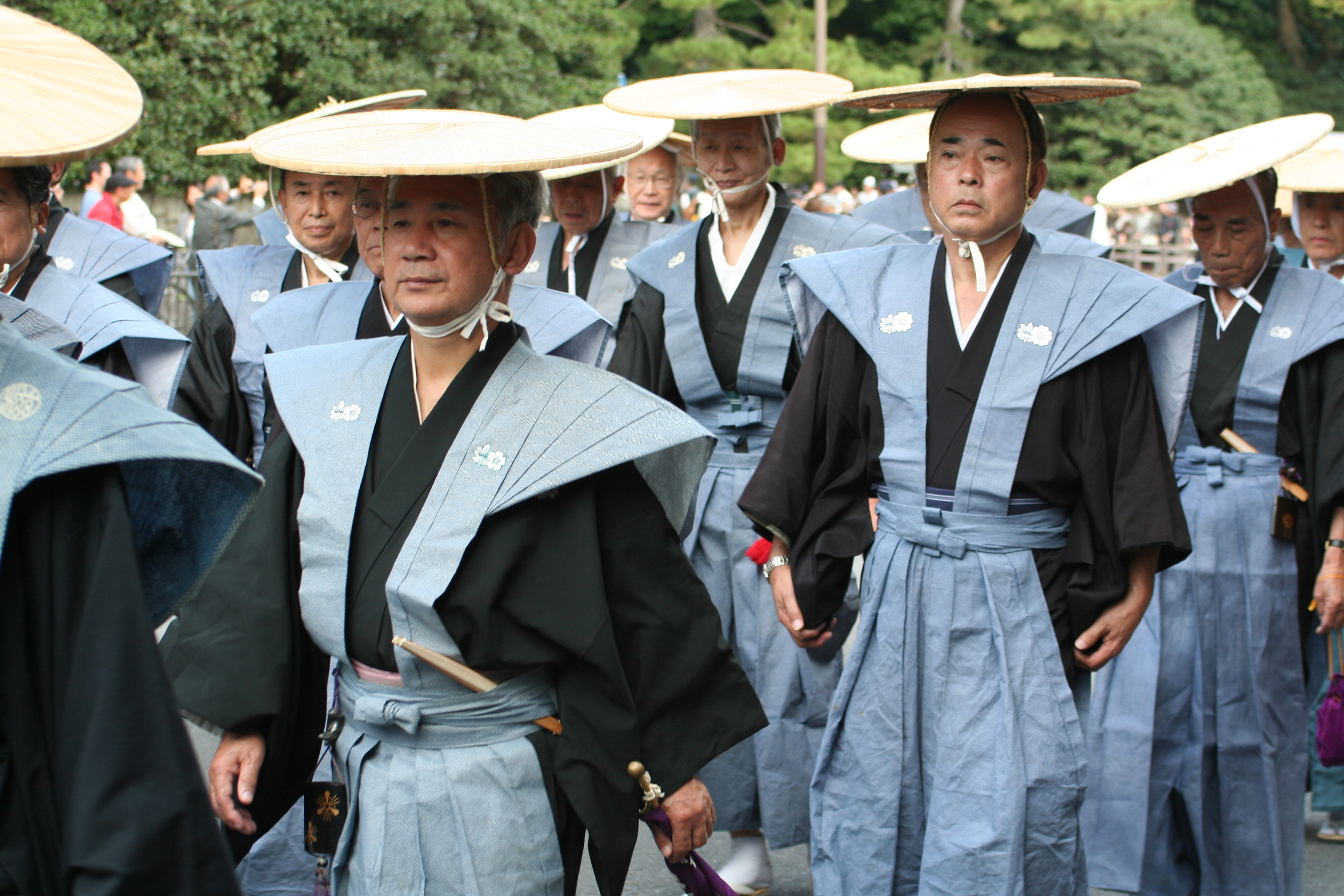
Mężczyźni w historycznym stroju kamishimo w czasie parady, Kioto 2009

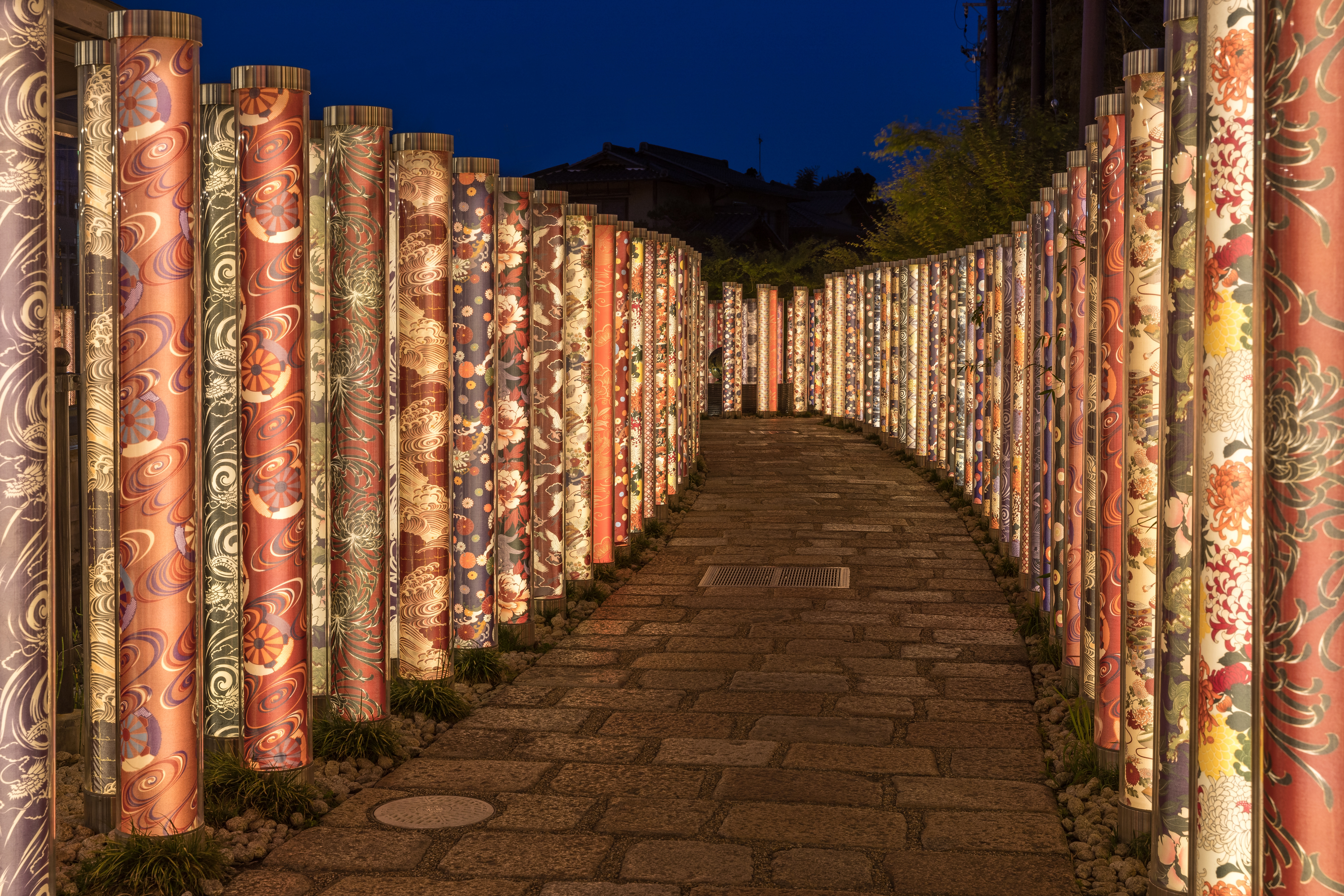
„Las Kimon”, dekoracja autorstwa Yasumichiego Mority w postaci ok. 600 kimon (barwionych w stylu kyō-yūzen) owiniętych wokół słupów na stacji Arashiyama w Kioto

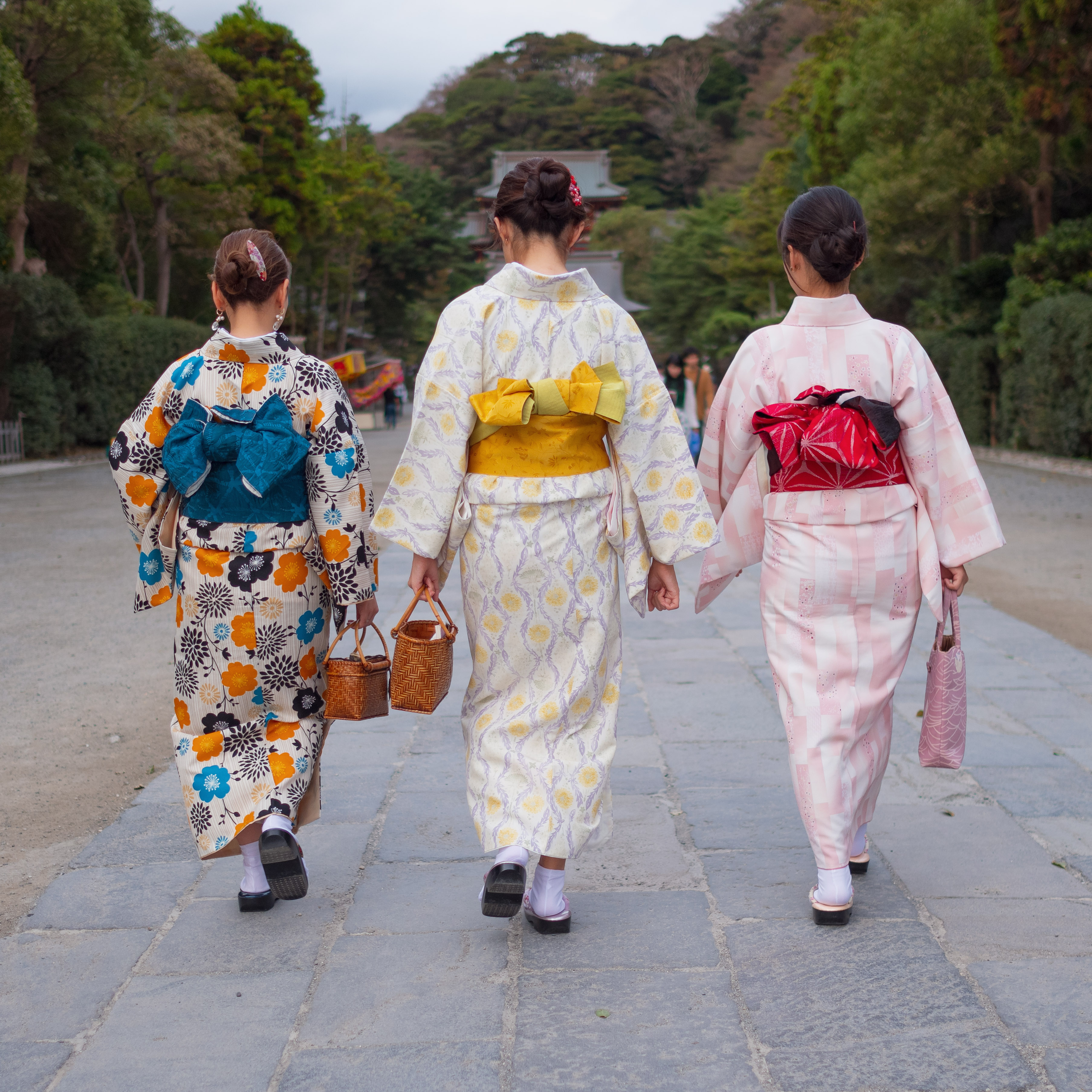
Wizyta w chramie Tsurugaoka Hachiman-gū, Kamakura

Kimono (jap. 着物 ki-mono; kimono, ubranie, japońskie ubranie) – tradycyjny ubiór japoński.

## Wstęp
Kimono jest jednym z najbardziej kultowych symboli Japonii, a jego kolory i wzory są przykładem japońskiej wrażliwości kulturowej i estetyki. Powstało w dalekiej przeszłości jako rodzaj bielizny o nazwie ko-sode (dosł. „krótki, mały rękaw”, „małe otwory w rękawie”). Ubraniem zewnętrznym, bogato barwionym i haftowanym, stało się w okresie Muromachi (1392–1573). Współcześnie nosi się je wyłącznie na specjalne okazje, takie jak: wesela, ceremonie parzenia herbaty, oficjalne tradycyjne imprezy i pogrzeby. Odpowiedni styl i kolor kimona zależy od okazji, wieku i stanu cywilnego noszącej je osoby.
Jest to ubiór o kroju prostym, w kształcie litery T. Rękawy są różnej długości i szerokości. Według tradycji, kobiety niezamężne powinny nosić kimono o długich rękawach, sięgających niemal ziemi. Szata jest owinięta wokół ciała, przy czym lewa strona powinna być zawsze na wierzchu. Całość ubioru składa się z wielu części, w tym m.in. z szerokiego pasa zwanego obi.
Słowo kimono jest czasem przedstawiane jako synonim słowa wafuku (和服), które ma jednak szersze znaczenie obejmujące każdy rodzaj ubrania japońskiego, zwłaszcza w przeciwstawieniu do ubiorów zachodnich (europejskich, zagranicznych), do których odnosi się słowo yōfuku (洋服).

## Historia
Pierwszy opis odzieży noszonej przez Japończyków pochodzi z III wieku. Jest on umieszczony w chińskim tekście „Przekazy o kraju Wa” (Gishi-wajin-den). Według tego dokumentu, japońscy mężczyźni nosili wówczas kanfui, jeden kawałek materiału owinięty wokół ciała, przerzucony przez jedno ramię, a kobiety – kantōi, prosty strój bez rękawów, z dużego kawałka materiału z otworem pośrodku na głowę. Stopniowo ewoluował on w ko-sode, szatę z małymi otworami na ręce.
W wiekach V i VI (okres Kofun) mężczyźni nosili już rodzaj spodni, a kobiety ubrane były w długie spódnice. W drugiej połowie VI wieku pod wpływem chińskiej mody zaczęto używać ubrań z kołnierzami i rękawami, a od okresu Nara (710–794) noszono ubrania składające się z oddzielnych górnych i dolnych części garderoby (spodnie lub spódnice) lub też jednoczęściowe.
Historia kimona we współczesnej postaci rozpoczęła się w okresie Heian (794–1192). Opracowano wówczas nową technikę ich tworzenia. Polegała ona na cięciu kawałków materiału w linii prostej i zszywaniu ich razem. Dzięki temu twórcy kimon nie musieli zajmować się kształtem ciała osoby noszącej, łatwo je było złożyć. Ponadto, nadawały się na każdą pogodę: można je było zakładać warstwami, aby zapewnić ciepło w zimie, a kimona wykonane z oddychającego materiału, jak len, były wygodne w czasie gorącego lata. Te zalety pomogły kimonom stać się częścią codziennego życia Japończyków. Ubrania i rękawy stały się szersze, przekształcając się ostatecznie w przypadku ceremonialnych strojów dworskich m.in. w jūni-hitoe (dwunastowarstwowe kimono dla kobiet) i sokutai (uroczysta szata dworska dla mężczyzn). Ko-sode stało się pierwszą odzieżą noszoną pod wszystkimi warstwami szat arystokratów, a zwykli ludzie zaczęli nosić wygodne tsutsu-sode (ko-sode z obcisłymi rękawami) jako swoją główną szatę. Gdy praktyka noszenia kimona w kilku warstwach stała się modna, zaczęto zwracać uwagę na dobór kolorów. Kierowano się estetyką pór roku, ale także hierarchią klasy politycznej. Rozwinęło się wówczas to, co teraz nazywamy tradycyjnymi japońskimi kombinacjami kolorów, a podstawowy kształt męskiego i damskiego kimona pozostał właściwie ten sam.
W XII wieku (okres Kamakura, 1185–1333) do władzy doszli samuraje, którzy przedkładali użyteczność ponad formalność i używali ko-sode jako codziennego ubrania. Kobiety nadal wolały odzież warstwową, nosząc ko-sode przykrywane w uzasadnionych okolicznościach eleganckim uchikake, rodzajem luźnego płaszcza noszonego na kimono i bez pasa obi.
W XVII wieku (okres Edo, 1603–1868) ekonomicznie znacznie silniejsi byli kupcy, ale wojownicy byli nadal dominującą klasą społeczną. Kraj był podzielony na domeny feudalne (hany) rządzone przez daimyō. Samuraje z każdej domeny nosili barwy i wzory swoich „mundurów”, które składały się z trzech części: kimona, szaty bez rękawów o nazwie kamishimo noszonej na kimono i hakama, rodzaju spódnicy podzielonej, jak spodnie. Kamishimo szyto z lnianego płótna, usztywniając skrobią „skrzydlate”, poszerzone ramiona. Produkcja kimon stała się formą sztuki.
Dzięki kreatywności w łączeniu trzech elementów: materiału, wzoru i technik dekoracyjnych, moda ko-sode odnotowała największy rozwój. Przyjęto dwie koncepcje do każdego aspektu życia: omote – stronę publiczną, zewnętrzną, do której należeli mężczyźni i ura – stronę prywatną, wewnętrzną przynależną kobietom. Z tego m.in. powodu odzież męska była praktyczna i wygodna bez większych zmian, a kobiety miały natomiast dużą swobodę wyboru odzieży, co spowodowało ewolucję różnych stylów mody.
Po ogromnych zmianach społecznych, politycznych, gospodarczych i otwarciu na Zachód w wyniku restauracji Meiji (1868) cztery klasy społeczne: samuraje, rolnicy, rzemieślnicy, kupcy, stały się sobie równe. Nazwa ko-sode została zmieniona na kimono, które z kolei przybrało inny charakter jako strój noszony głównie na specjalne okazje w kontekście wprowadzenia do codziennego użytku ubrań w stylu zachodnim.

## Opis kimona
Kimona, wbrew powszechnej opinii, nie są jednego rozmiaru i szyje się je na wymiar, z czego najważniejszymi wymiarami są wzrost oraz rozpiętość ramion osoby noszącej. Ubiór można jednak dostosować do figury i wzrostu dzięki zaszewkom i fałdom materiału lub rozpruć i zszyć z uwzględnieniem wymiarów nowego właściciela. Kimono sporządza się z jednej beli tkaniny o określonych, standardowych rozmiarach. Tradycyjne kimona są szyte ręcznie, a tkanina, której się do tego używa, często jest również wytwarzana i dekorowana ręcznie. Używa się do tego różnorodnych technik farbowania i tworzenia wzorów, takich jak yūzen(-zome), czy shibori (nierównomierne farbowanie poprzez uprzednie wiązanie materiału). Warunkują one rozmieszczenie wzorów na ubiorze oraz to, czy są one pojedyncze, czy powtarzają się wielokrotnie. Wzory, które powtarzają się wielokrotnie na dużej powierzchni sporządza się przy użyciu techniki yūzen i szablonów.
W przeszłości kimono często rozdzielało się na części do prania, a następnie zszywało na nowo, aby je nosić. Nowoczesne tkaniny i metody czyszczenia spowodowały jednak, że obecnie robi się to rzadko. Gdy kimono ma być przechowywane, jego zewnętrzne obrzeża często fastryguje się, czyli zszywa długim, luźnym ściegiem. Dzięki temu kimono nie zwija się, nie marszczy i zachowuje układ warstw, w jaki zostało złożone.
W miarę upływu lat wykształcała się coraz większa różnorodność kolorów, rodzajów stosowanych tkanin i dodatków, takich jak obi.
Istnieje wiele fasonów kimona na różne okazje, od formalnego po swobodny. Charakter stroju kobiecego zależy od kształtu (głównie długości rękawów), wzoru i tkaniny, a także koloru. Kimono męskie ma zwykle stały kształt i ciemne kolory – rodzaj ubioru zależy od charakteru uroczystości rodzaju i koloru dodatków, tkaniny oraz od obecności i liczby mon (herbów rodzinnych). Najbardziej uroczystą i pożądaną tkaniną jest jedwab. Bawełna znamionuje bardziej swobodny strój. Obecnie produkuje się także kimona z poliestru.
W dzisiejszych czasach coraz częściej dostępne są różne rozmiary męskich i żeńskich kimono. Zgodnie z tradycją strój ten sporządza się z jednej beli tkaniny, dlatego też większy rozmiar jest trudniej znaleźć, a jego produkcja jest kosztowna. Osoby wysokie lub masywne, takie jak zapaśnicy sumō, muszą kupować dla siebie kimona na zamówienie.
Ceny kimon dla kobiet są bardzo różne. Od relatywnie niskich po bardzo wysokie, sięgające wielu tysięcy dolarów. Kompletny strój, składający się z: kimona, bielizny (juban), obi, skarpet (tabi), sandałów (zōri) i dodatków, może kosztować ponad 20 tysięcy dolarów. Tańsze, sporządzane maszynowo tkaniny mogą zastąpić tradycyjny, barwiony ręcznie jedwab. Męskie obi, nawet te jedwabne, bywają znacznie tańsze, gdyż są węższe i krótsze niż te, które noszą kobiety.
Kimona nie wyrzuca się. Stare stroje wykorzystuje się powtórnie na wiele sposobów: można z nich sporządzić haori lub kimono dziecięce. Tkaninę można użyć do załatania podobnego kimono, większe części materiału mogą posłużyć do uszycia dodatków, takich jak torebka, a mniejsze – do produkcji obić, toreb lub skrzynek do przechowywania różnych narzędzi, na przykład tych używanych w czasie ceremonialnego parzenia herbaty. Wyjątkowo ozdobne kimona ślubne mogą służyć jako ozdoby rozwieszane w mieszkaniach.
Współcześnie kimono zakłada się tylko na specjalne okazje, robią to głównie kobiety. Kobiety starsze noszą je często codziennie. Mężczyźni noszą kimono zazwyczaj na ślubach i podczas ceremonii herbacianej. Zawodowi zapaśnicy sumō mają obowiązek nosić kimono zawsze, gdy pojawiają się publicznie poza ringiem. W czasie turnieju sędziowie noszą tradycyjne stroje.
W Japonii jest wielu hobbystów kimono, organizuje się też kursy jego noszenia. Obejmują one dobieranie stroju zależnie od pory roku, dobieranie wzoru i tkaniny zależnie od okazji, naukę dopasowywania bielizny i dodatków, wybierania i zawiązywania obi i inne tematy.

## Wybrane części kimona

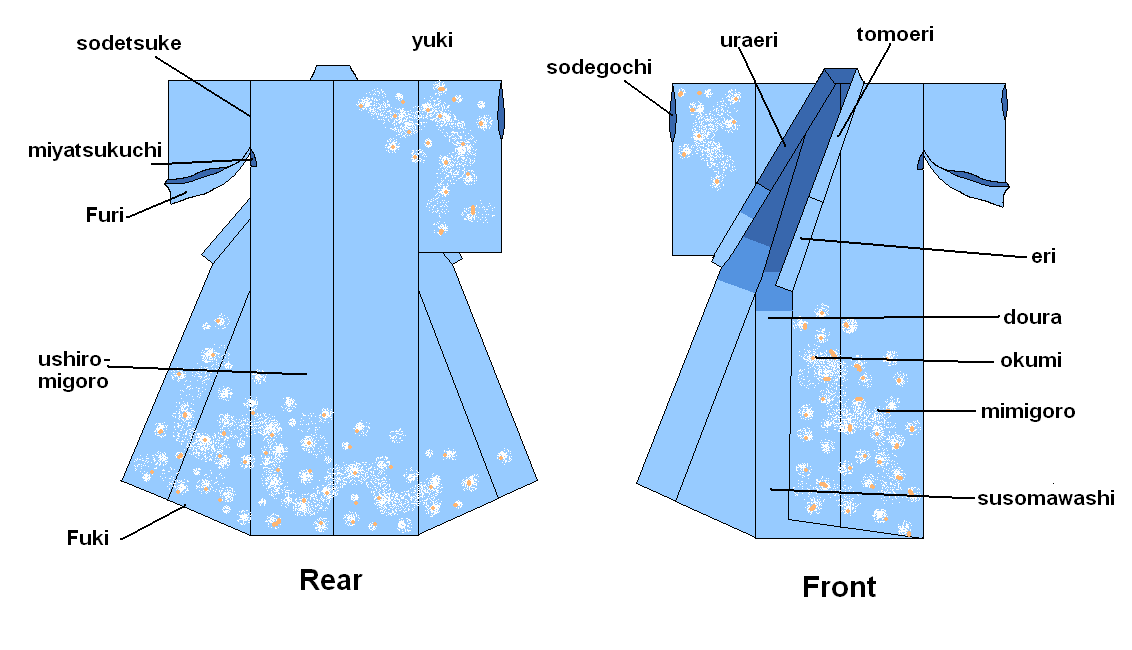
Nazwy części kimona

- mae-migoro (前身頃) – przód kimona (główna, przednia część), z wyłączeniem rękawów
- ushiro-migoro (後ろ身頃) – tył kimona (główna, tylna część)
- eri (襟) – kołnierz
- ura-eri (裏襟) – kołnierz wewnętrzny
- tomo-eri (共襟) – pas tkaniny, który chroni kołnierz, można go wymienić w przypadku uszkodzenia, zabrudzenia lub zmienić, jeśli pożądany jest inny kolor
- sode (袖) – rękaw
- sode-guchi (袖口) – brzeg, otwarcie rękawa
- ko-sode (小袖) – mały, krótki rękaw
- naga-sode (長袖) – długi rękaw
- yuki (裄) – długość rękawa (odległość od szwu w tylnej części kimona do końca rękawa)
- furi (振り) – niezszyta, dolna część rękawa, którą można kołysać (używana np. przez tancerzy i aktorów kabuki do wyrażania zawstydzenia[1]

## Kimono damskie

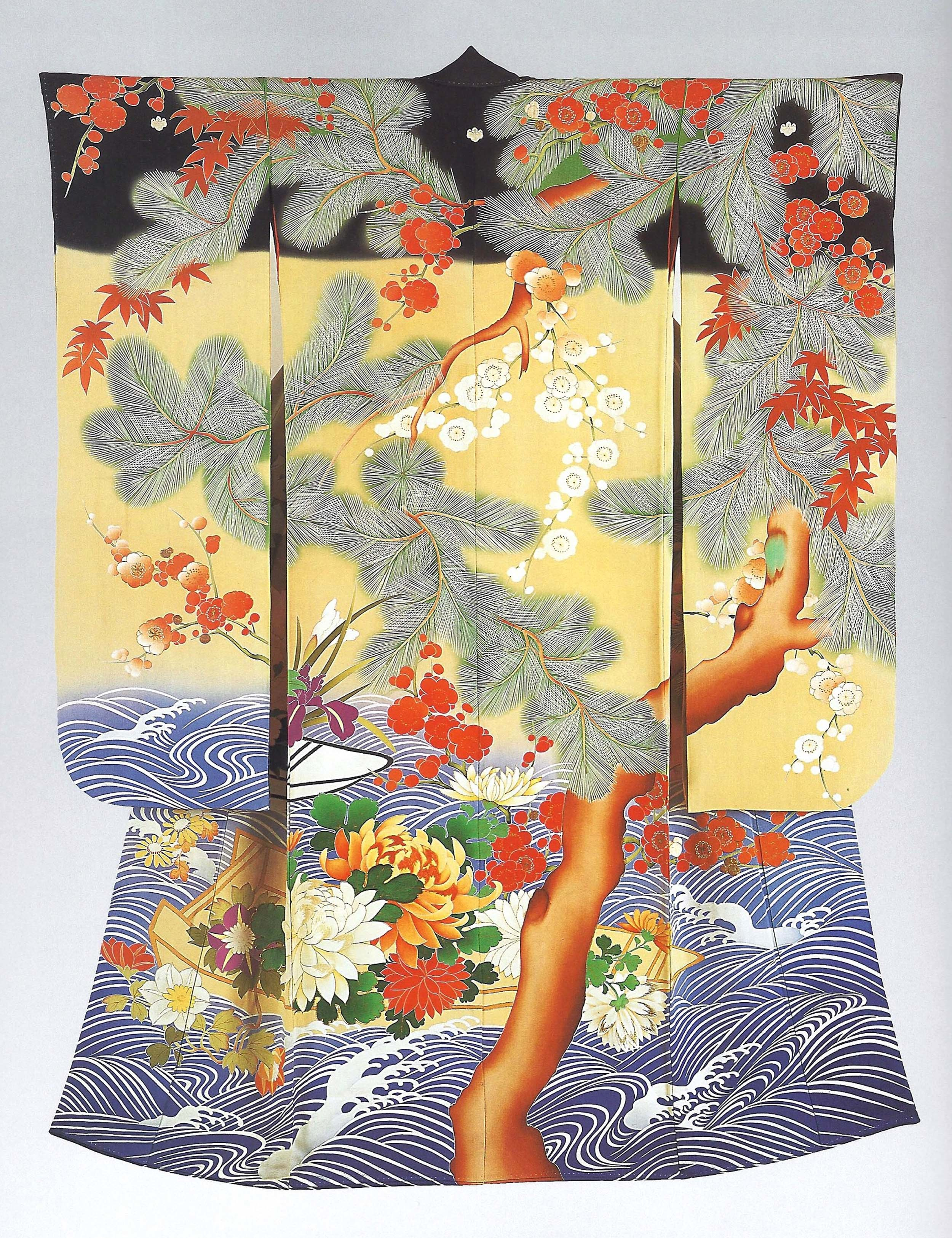
Furisode, Khalili Collection of Kimono

Samodzielne założenie uroczystego kimona jest bardzo trudne lub wręcz niemożliwe ze względu na liczbę elementów i skomplikowany system ich układania, przytrzymywania, mocowania i wiązania. Korzysta się wówczas z usług asystentek, które pomagają kobiecie ubrać się w kimono na specjalną okazję. Naukę sztuki ubierania się w prowadzą wyspecjalizowane szkoły.
Typy kimono różnią się wymową symboliczną, niosą też przesłanie o charakterze interpersonalnym. Dobór ubioru zależy od wieku kobiety i jej stanu cywilnego, jak również od okazji. Poniższe rodzaje kimono uporządkowane są według malejącego stopnia uroczystości.
- Furisode (振袖): dosł. „kołyszące się rękawy”, mają długość około 100–107 cm. Jest to uroczyste kimono dla panien. Ma ono wzory na całej powierzchni i zakładane jest m.in. na ceremonię dojrzałości (seijin-shiki), a także na ślub i wesele (przez niezamężne krewne panny młodej).
- Kurotomesode (黒留袖 kuro-tomesode): kimono czarne, zdobione poniżej talii. Najbardziej uroczyste kimono dla mężatek, często nosi je matka panny młodej lub pana młodego na ślubie. Zwykle na rękawach, piersi i plecach wydrukowane jest pięć kamon (herbów rodzinnych).
- Irotomesode (色留袖 iro-tomesode): kimono jednokolorowe, zdobione tylko poniżej talii. Nieco mniej uroczyste, niż kurotomesode. Noszą je mężatki, zwykle bliskie krewne państwa młodych na ślubie. Irotomesode może mieć trzy lub pięć kamon.
- Hōmongi (訪問着): dosł. ubiór wizytowy. Charakterystyczne dla tego rodzaju kimon są wzory na ramionach, szwach i rękawach. Od strony rangi uroczystości plasuje się nieco wyżej, niż podobne tsukesage. Hōmongi mogą nosić zarówno panny, jak i mężatki. Na ślubach i weselach często zakładają je przyjaciele panny młodej. Można w nim też pójść na formalne przyjęcie.
- Tsukesage (付け下げ): tsukesage ma skromniejsze wzory niż hōmongi, które pokrywają mniejszą jego powierzchnię, zwykle poniżej talii. Kimono takie mogą nosić panny i mężatki.
- Iromuji (色無地): jednokolorowe kimono noszone przez kobiety dowolnego stanu cywilnego, przeważnie na ceremoniach parzenia herbaty. Farbowany jedwab może być zdobiony (rinzu, przypominający żakard), ale nie ma różnokolorowych wzorów.
- Komon (小紋): po polsku drobny wzór. Kimono zdobione drobnym, powtarzalnym wzorem na całej powierzchni. Dość swobodne; można je nosić po mieście lub ubrać się w nie (dobrawszy odpowiednie obi) do restauracji. Komon mogą nosić panny i mężatki.
  - Edo-komon (江戸小紋): rodzaj komon zdobiony maleńkimi kropkami ułożonymi w gęste wzory tworzące większe ugrupowania. Technika barwienia Edo-komon pochodzi od klasy samurajów z okresu Edo. Kimono z takim wzorem ma ten sam stopień uroczystości, co iromuji, jeśli ozdobi się je kamon, można je nosić jako ubiór wizytowy zamiast tsukesage lub hōmongi.
- Yukata (浴衣): swobodne, letnie kimono bez podszewki, zwykle bawełniane, płócienne lub konopne. Yukaty nosi się w czasie letnich festynów na świeżym powietrzu, pełni rolę piżamy i szlafroka, przeznaczone dla kobiet i mężczyzn w każdym wieku.
- Katabira (帷子): lekkie, cienkie, jednowarstwowe kimono, z konopi lub surowego jedwabiu, na lato.

## Galeria

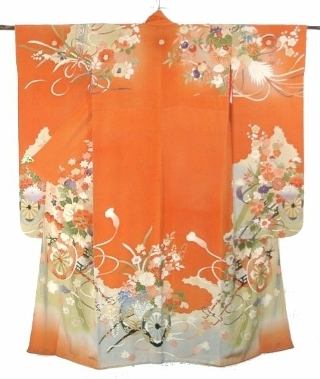
Furisode
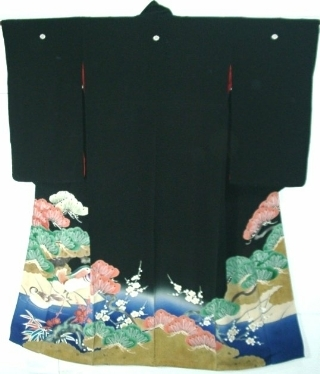
Kurotomesode
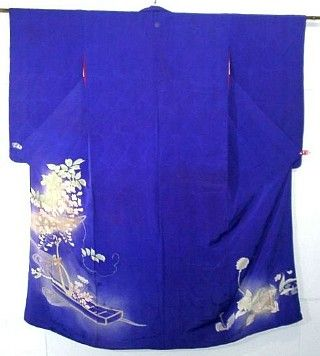
Irotomesode
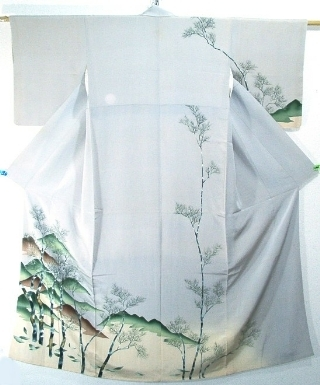
Hōmongi
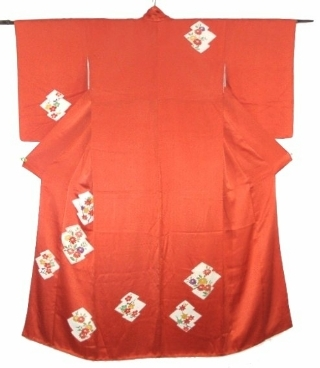
Tsukesage
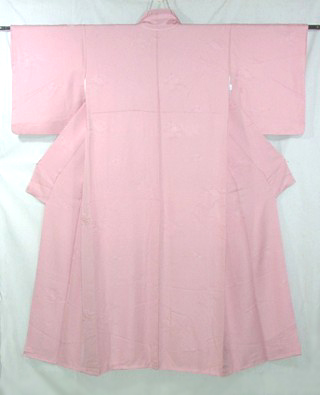
Iromuji
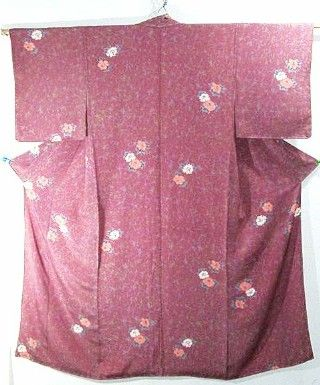
Komon

## Kimono męskie

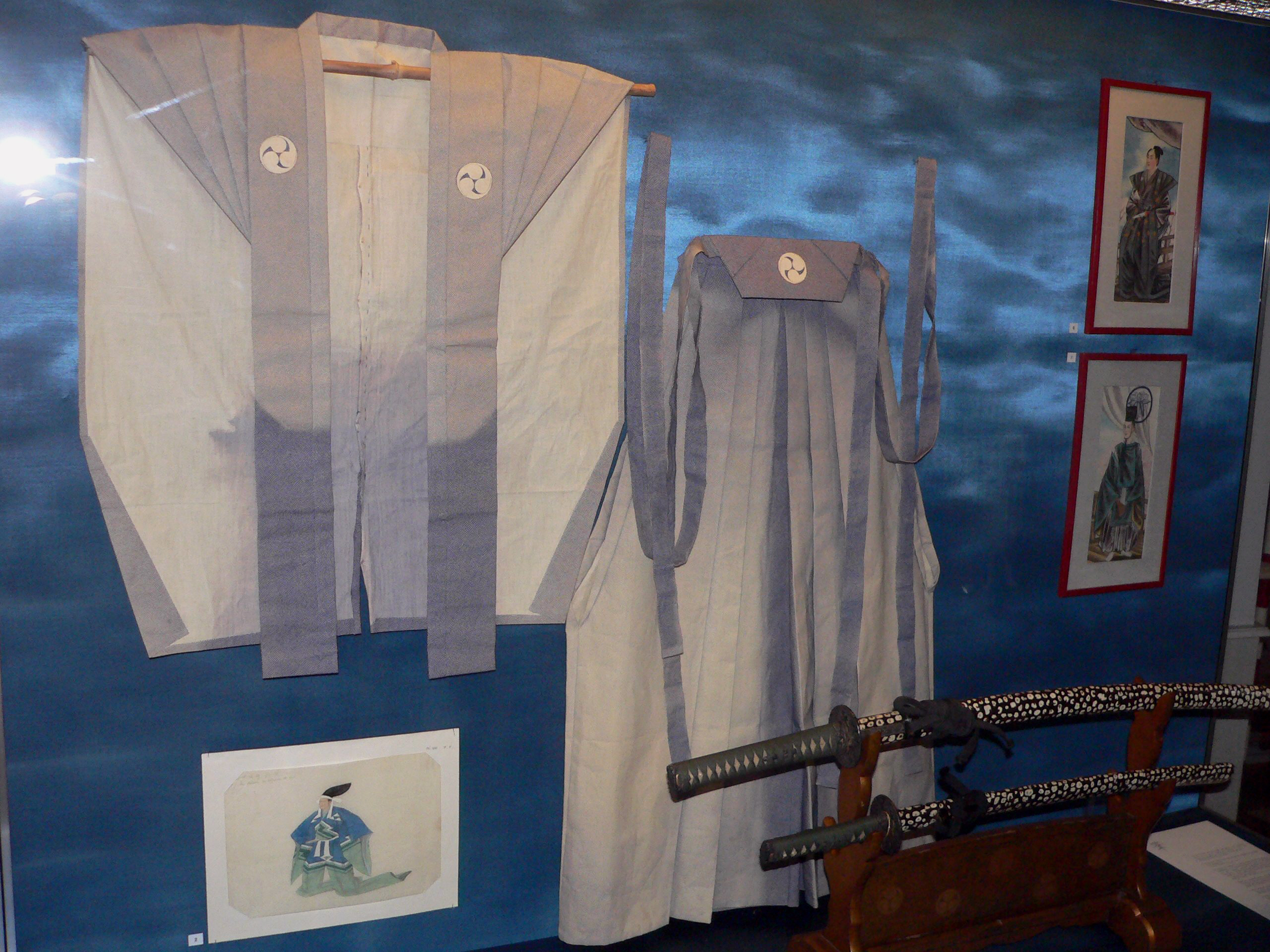
Męski ubiór formalny o nazwie kamishimo z okresu Edo, składający się z kataginu (po lewej) i hakama (po prawej)

W odróżnieniu od ubioru kobiecego, stroje męskie są znacznie prostsze. Różnią się od siebie głównie tkaniną i wzorami. Typowy ubiór męski jest stonowany, w ciemnych kolorach o różnych odcieniach: czerni, szarości, brązu, granatu. Niektóre stroje zdobione są w delikatne wzory, materiał ozdobny bywa stosowany często w bardziej swobodnych ubiorach, mogą one mieć także nieco jaśniejszy kolor, taki jak rozjaśnione odcienie: purpury, zieleni i niebieskiego.
Najbardziej uroczyste kimono jest całkowicie czarne, a na ramionach, klatce piersiowej i plecach powinno mieć pięć kamon. Mniej uroczyste kimono ma tylko trzy kamon. Noszona do nich bielizna i dodatki powinny być białe.
Prawie każde kimono można uczynić bardziej uroczystym, zakładając do niego hakama lub haori. Haori męskie jest zazwyczaj krótsze od damskiego.

## Dodatki i elementy stroju związane z kimono

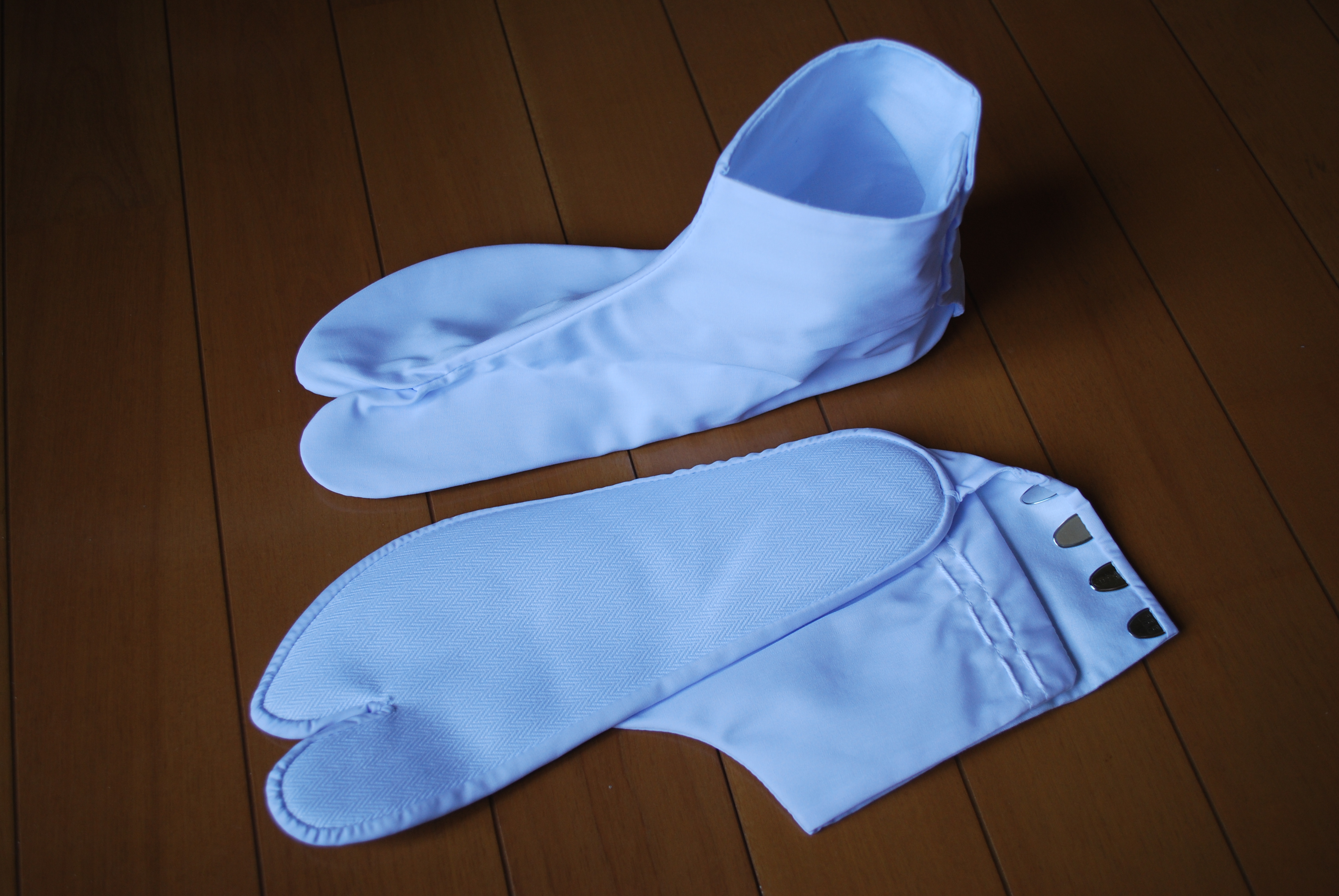
Tabi

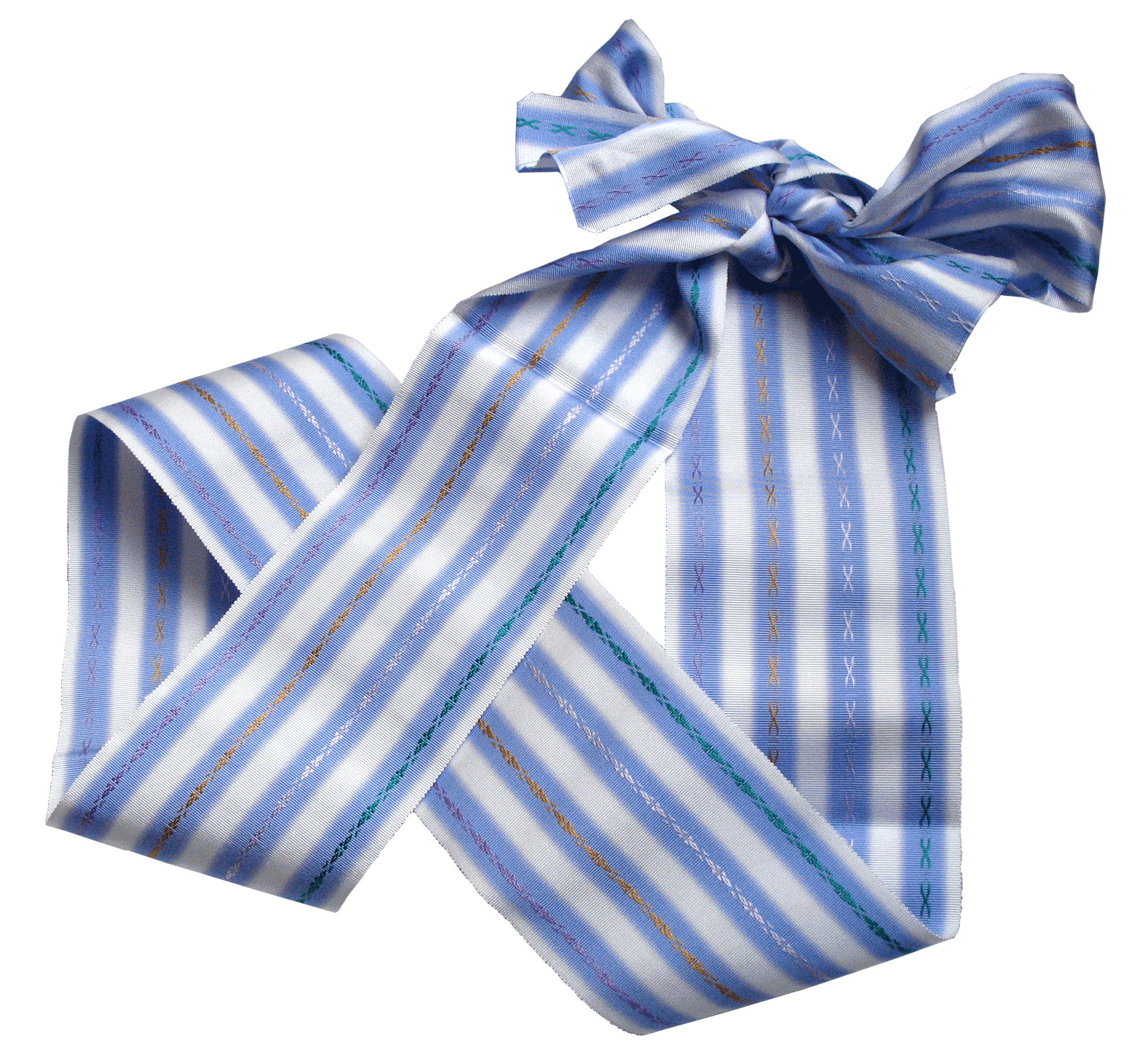
Datejime

- Geta (下駄) – drewniane sandały dla mężczyzn i kobiet noszone do kimon i yukat
- Hakama (袴) – rodzaj podzielonej spódnicy lub szerokich spodni, według tradycji noszony tylko przez mężczyzn, obecnie także przez kobiety. Hakamę nosi się także, ćwicząc sztuki walki, takie jak: kendō, aikidō, kyūdō (łucznictwo). Hakama jest plisowana, ma koshi-ita – sztywną lub wyłożoną miękkim materiałem podkładkę w niższej części pleców, oraz himo – długie pasma płótna, owinięte wokół talii oraz obi. Hakama może być uroczysta lub wizytowa – zależy to od wzoru. Hakama wchodzi w skład uroczystego stroju męskiego
- Haori (羽織) – płaszczyk do kimona, sięgający bioder lub ud, sprawia, że strój staje się bardziej uroczysty. Haori nosili mężczyźni, póki pod koniec okresu Meiji nie zmieniła się moda. Obecnie noszą je także kobiety, choć damskie haori są zwykle nieco dłuższe
- Haori-himo (羽織紐) – ozdobione frędzlami, sznurowe zapięcie do haori. Kolorem najbardziej uroczystym dla haori-himo jest biały
- Obi (帯) – japoński odpowiednik szarfy lub pasa, używany do kimona. Obi nosi się w różny sposób, zależnie od okazji. Kobiece obi są bardziej ozdobne i znacznie szersze
- Tabi (足袋) – skarpety z oddzielonym wielkim palcem, sięgające kostek; nosi się je do sandałów
- Waraji (草鞋) – rodzaj słomianych sandałów mocowanych wiązaniem wokół kostki, noszą go mnisi o tradycyjnym nastawieniu. W przeszłości w powszechnym użyciu
- Zōri (草履) – sandały, dawniej płaskie, ze słomy (najczęściej ryżowej), skóry, filcu, lakierowanego drewna, współcześnie z materiałów syntetycznych, gumy, z profilowaną podeszwą. Mogą być zdobione lub nie. Noszą je zarówno kobiety, jak i mężczyźni
- Kanzashi (簪) – ozdobne szpile do tradycyjnych fryzur kobiet japońskich
  - Hana-kanzashi (花簪) – ozdobne szpile z kwiatami
- Juban (襦袢) – rodzaj długiej bielizny noszonej pod kimonem
  - Naga-juban (長襦袢) – długa, bawełniana koszula noszona pod kimonem właściwym, nakładana na hada-juban
  - Hada-juban (肌襦袢) – jedwabna, obecnie częściej bawełniana koszula noszona pod naga-juban, bezpośrednio na ciało
- Susoyoke (裾除け) – rodzaj cienkiej, rozciętej halki zawijanej wokół bioder, podobnie jak spódnica kopertowa
- Datejime (伊達締め) – wąski pas (ok. 10 cm szerokości) służący do wiązania naga-juban w talii
- Inrō (印籠) – japońskie pudełeczko przypinane do pasa obi przy kimonie służące do przenoszenia drobnych przedmiotów, pieniędzy, leków itp.

## Słowo „kimono” w języku polskim
Słowem „kimono” określa się popularnie ubiory używane w sztukach walki: kendo, karate, aikido itd. Poprawna nazwa to keikogi lub dōgi.